# بطولة كاريوكا 1935
بطولة كاريوكا 1935 هو موسم من بطولة كاريوكا. فاز فيه بوتافوغو ريغاتاس.